# Rivière de Grand-Saint-Louis
Rivière de Grand-Saint-Louis är ett vattendrag i Kanada.   Det ligger i provinsen Québec, i den sydöstra delen av landet, 280 km öster om huvudstaden Ottawa.
Omgivningarna runt Rivière de Grand-Saint-Louis är en mosaik av jordbruksmark och naturlig växtlighet. Runt Rivière de Grand-Saint-Louis är det glesbefolkat, med 9 invånare per kvadratkilometer.